# Neuffontaines
Neuffontaines település Franciaországban, Nièvre megyében. Lakosainak száma 93 fő (2022. január 1.). Neuffontaines Saint-Aubin-des-Chaumes, Anthien, Bazoches, Moissy-Moulinot, Nuars, Pouques-Lormes, Ruages és Saizy községekkel határos.

## Népesség
A település népességének változása:
| Lakosok száma | 110  | 107  | 111  | 104  | 104  | 105  | 105  | 99   | 93   |
|               | 2013 | 2015 | 2016 | 2017 | 2018 | 2019 | 2020 | 2021 | 2022 |